# Chicago Film Critics Association Awards 2017
La cerimonia di premiazione della 30ª edizione dei Chicago Film Critics Association Awards si è tenuta a Chicago, Illinois, il 12 dicembre 2017, per premiare i migliori film prodotti nel corso dell'anno. Le candidature sono state annunciate il 10 dicembre 2017.

## Vincitori e candidati
I vincitori sono indicati in grassetto.

### Miglior film
- Lady Bird, regia di Greta Gerwig
- Chiamami col tuo nome (Call Me by Your Name), regia di Luca Guadagnino
- Dunkirk, regia di Christopher Nolan
- La forma dell'acqua - The Shape of Water (The Shape of Water), regia di Guillermo del Toro
- Tre manifesti a Ebbing, Missouri (Three Billboards Outside Ebbing, Missouri), regia di Martin McDonagh

### Miglior attore
- Timothée Chalamet - Chiamami col tuo nome (Call Me by Your Name)
- Daniel Day-Lewis - Il filo nascosto (The Phantom Thread)
- James Franco - The Disaster Artist
- Gary Oldman - L'ora più buia (The Darkest Hour)
- Harry Dean Stanton - Lucky

### Migliore attrice
- Saoirse Ronan - Lady Bird
- Sally Hawkins - La forma dell'acqua - The Shape of Water (The Shape of Water)
- Vicky Krieps - Il filo nascosto (Phantom Thread)
- Margot Robbie - Tonya (I, Tonya)
- Frances McDormand – Tre manifesti a Ebbing, Missouri (Three Billboards Outside Ebbing, Missouri)

### Miglior attore non protagonista
- Willem Dafoe - Un sogno chiamato Florida (The Florida Project)
- Armie Hammer - Chiamami col tuo nome (Call Me by Your Name)
- Jason Mitchell - Mudbound
- Sam Rockwell - Tre manifesti a Ebbing, Missouri (Three Billboards Outside Ebbing, Missouri)
- Michael Stuhlbarg - Chiamami col tuo nome (Call Me by Your Name)

### Migliore attrice non protagonista
- Laurie Metcalf - Lady Bird
- Mary J. Blige - Mudbound
- Allison Janney - Tonya (I, Tonya)
- Lesley Manville - Il filo nascosto (Phantom Thread)
- Holly Hunter - The Big Sick - Il matrimonio si può evitare... l'amore no (The Big Sick)

### Miglior regista
- Christopher Nolan - Dunkirk
- Luca Guadagnino - Chiamami col tuo nome (Call Me by Your Name)
- Guillermo del Toro - La forma dell'acqua - The Shape of Water (The Shape of Water)
- Greta Gerwig - Lady Bird
- Jordan Peele - Scappa - Get Out (Get Out)

### Miglior fotografia
- Roger A. Deakins - Blade Runner 2049
- Hoyte van Hoytema - Dunkirk
- Rachel Morrison - Mudbound
- Dan Laustsen - La forma dell'acqua - The Shape of Water (The Shape of Water)
- Alexis Zabe - Un sogno chiamato Florida (The Florida Project)

### Miglior direzione artistica / scenografia
- Blade Runner 2049
- La bella e la bestia (Beauty and the Beast)
- Dunkirk
- Il filo nascosto (Phantom Thread)
- La forma dell'acqua - The Shape of Water (The Shape of Water)

### Miglior montaggio
- Paul Machliss e Jonathan Amos - Baby Driver - Il genio della fuga (Baby Driver)
- Walter Fasano - Chiamami col tuo nome (Call Me by Your Name)
- Lee Smith - Dunkirk
- Sean Baker - Un sogno chiamato Florida (The Florida Project)
- Gregory Plotkin - Scappa - Get Out (Get Out)

### Miglior colonna sonora originale
- Jonny Greenwood - Il filo nascosto (Phantom Thread)
- Alexandre Desplat - La forma dell'acqua - The Shape of Water (The Shape of Water)
- Hans Zimmer - Dunkirk
- Benjamin Wallfisch e Hans Zimmer - Blade Runner 2049
- Michael Giacchino - The War - Il pianeta delle scimmie (War for the Planet of the Apes)

### Migliore sceneggiatura originale
- Jordan Peele - Scappa - Get Out (Get Out)
- Guillermo del Toro e Vanessa Taylor - La forma dell'acqua - The Shape of Water (The Shape of Water)
- Greta Gerwig - Lady Bird
- Emily V. Gordon e Kumail Nanjiani - The Big Sick - Il matrimonio si può evitare... l'amore no (The Big Sick)
- Martin McDonagh - Tre manifesti a Ebbing, Missouri (Three Billboards Outside Ebbing, Missouri)
- Paul Thomas Anderson - Il filo nascosto (Phantom Thread)

### Migliore sceneggiatura non originale
- James Ivory - Chiamami col tuo nome (Call Me by Your Name)
- Hampton Fancher e Michael Green - Blade Runner 2049
- Scott Neustadter e Michael H. Weber - The Disaster Artist
- Scott Frank, James Mangold e Michael Green - Logan: The Wolverine (Logan)
- Virgil Williams e Dee Rees - Mudbound

### Miglior film d'animazione
- Coco, regia di Lee Unkrich e Adrian Molina
- I racconti di Parvana (The Breadwinner), regia di Nora Twomey
- LEGO Batman - Il film (The Lego Batman Movie), regia di Chris McKay
- Loving Vincent, regia di Dorota Kobiela e Hugh Welchman
- Your Name. (君の名は。), regia di Makoto Shinkai

### Miglior film documentario
- Jane, regia di Brett Morgen
- Abacus: Small Enough to Jail, regia di Steve James
- Visages Villages, regia di Agnès Varda e JR
- Ex Libris: The New York Public Library, regia di Frederick Wiseman
- Kedi - La città dei gatti (Kedi), regia di Ceyda Torun

### Miglior film in lingua straniera
- The Square, regia di Ruben Östlund (Svezia)
- 120 battiti al minuto (120 battements par minute), regia di Robin Campillo (Francia)
- Una donna fantastica (Una mujer fantástica), regia di Sebastián Lelio (Cile)
- Loveless (Nelyubov), regia di Andrej Zvjagincev (Russia)
- Raw - Una cruda verità (Grave), regia di Julia Ducournau (Francia/Belgio)

### Miglior regista rivelazione
- Greta Gerwig - Lady Bird
- Julia Ducournau - Raw - Una cruda verità (Grave)
- Kogonada - Columbus
- John Carroll Lynch - Lucky
- Jordan Peele - Scappa - Get Out (Get Out)

### Miglior performance rivelazione
- Timothée Chalamet - Chiamami col tuo nome (Call Me by Your Name)
- Dafne Keen - Logan: The Wolverine (Logan)
- Jessie Pinnick - Princess Cyd
- Brooklynn Prince - Un sogno chiamato Florida (The Florida Project)
- Florence Pugh - Lady Macbeth
- Bria Vinaite - Un sogno chiamato Florida (The Florida Project)